# Yngsjömordet (film, 1986)
Yngsjömordet är en del av en svensk TV-filmserie från 1986 som behandlade fem olika Skånska mord. Filmen premiärvisades på TV2 10 december 1987. Som förlaga hade man det verkliga mordet som skedde 23 mars 1889 i Yngsjö i Östra Skåne. Filmen producerades av SVT Malmö och är inspelad i Studio Holkyxan och en hel del ute i miljö och då bland annat i trakten av Yngsjö utanför Kristianstad. En tidigare inspelning med samma mord genomfördes 1966 i regi av Arne Mattsson, se Yngsjömordet.

## Rollista (urval)
- Mimmo Wåhlander - Anna Månsdotter
- Christian Fex - Per Nilsson, hennes son
- Kajsa Reingardt - Hanna Johansdotter, hans hustru
- Halvar Björk - Gotthard
- Yvonne Eklund - hans hustru
- Evert Lindkvist - Johan Olsson häradsdomare, Hannas far
- Gunilla Poppe - hustrun
- Georg Årlin - prosten

## Filmteam (urval)
- Richard Hobert - regissör
- Johan Dernelius -fad
- Lars Crepin- filmfotograf
- Sture Pyk - Scenograf
- Marie Wallin - kostym
- Max Lundgren - manus
- Bengt Linné - producent